# A Good Woman
A Good Woman és una pel·lícula dels Estats Units dirigida per Mike Barker el 2005, i protagonitzada per Scarlett Johansson, Tom Wilkinson i Helen Hunt. El guió de Howard Himelstein és basat en l'obr de teatre El ventall de Lady Windermere, d'Oscar Wilde.
Ambientada en 1930, la pel·lícula comença en Nova York, on la femme fatale Mrs. Erlynne s'adona que no és benvinguda pels homes d'alt rang que ha seduït o per les esposes de la societat a les quals han traït. Venent les seves joies, compra un passatge en un ferri amarrat per a anar a Amalfi, Itàlia, on ja havia posat la seva vista en el jovençà Robert Windermere. Quan el seu cotxe és sovint vist aparcat fora de la seva casa de camp, els xafardejos de la zona apunten al fet que ells dues estan tenint una aventura.
Meg, la tímida dona de Robert, es manté aliena a totes les històries sobre els dos que circulen per tota la ciutat, però quan descobreix el registre de xecs del seu marit amb nombrosos resguards indicant pagaments per a Erlynne, comença a sospitar el pitjor. El que ella no sap és que Erlynne en realitat és la seva mare, qui ha estat fent xantatge amb pagaments a Robert a canvi de mantenir fora de perill el secret. Ella es consola amb el consell "Les dones lletges ploraran mentre que les dones maques van de compres".
En represàlia pel que creu que és la transgressió del seu marit, Meg vesteix un vestit revelador per a la celebració del seu vint-i-unè aniversari, aconsellada per Erlynne, que vestia el mateix vestit, en companyia de Lord Augustus, un home ric i divorciat dues vegades que havia proposat matrimoni a Erlynne. Les complicacions segueixen quan Lord Darlington professa el seu amor per Meg i la convida a deixar al seu marit, a la qual cosa ella accepta.
Erlynne, havent trobat nota de comiat de Meg a Robert, la intercepta en el iot de Darlington, on les dues queden atrapades quan Augusto, Darlington, Robert i amics arriben per a una nit de copes. Robert queda sorprès en veure el ventall que li havia regalat a Meg pel seu aniversari en el vaixell; mentre Meg s'escapa precipitadament, i Erlynne es revela i diu que ella l'havia agafat per error en la festa; i Augustus, pensant que la seva promesa estava planejant una cita romàntica amb Darlington, acaba amb el compromís.
Robert paga a Erlynne perquè marxi d'Amalfi immediatament i li prega no revelar la seva identitat a Meg. De mala gana, ella compleix amb els seus desitjos, a pesar que retorna el xec abans que ella parteixi. A bord de l'avió esperant per a començar la seva nova vida, descobreix a Augustus, qui li regala el ventall que Meg va deixar quan ella li va confessar tot el que realment havia passat. Erlynne accepta la seva renovada oferta de matrimoni i els dos marxen a un lloc desconegut.

## Repartiment
| Actor                  | Personatge        |
| ---------------------- | ----------------- |
| Helen Hunt             | Stella Erlynne    |
| Scarlett Johansson     | Meg Windermere    |
| Mark Umbers            | Robert Windermere |
| Stephen Campbell Moore | Lord Darlington   |
| Tom Wilkinson          | Lord Augustus     |
| Milena Vukotic         | Contessa Lucchino |
| Roger Hammond          | Cecil             |
| John Standing          | Dumby             |
| Giorgia Massetti       | Alessandra        |
| Diana Hardcastle       | Lady Plymdale     |
| Shara Orano            | Francesca         |
| Jane How               | Sra. Stutfield    |